# Paramenthus shulovi
Espèce
Paramenthus shulovi est une espèce de pseudoscorpions de la famille des Menthidae.

## Distribution
Cette espèce est endémique d'Israël. Elle se rencontre vers Yeruham.

## Étymologie
Cette espèce est nommée en l'honneur  d'Aharon Shulov.

## Publication originale
- Beier, 1963 : Die Pseudoscorpioniden-Fauna Israels und einiger Angrenzender Gebiete. Israel Journal of Entomology, vol. 12, p. 183-212.